# 希约尔欧布瓦
希约尔欧布瓦（法語：Chilleurs-aux-Bois，法語發音：[ʃijœʁ o bwa]）是法国卢瓦雷省的一个市镇，属于皮蒂维耶区。

## 地名
该地名“Chilleurs-aux-Bois”发音为[ʃijœʁ o bwa]，字母“ill”发音为[ij]而非[il]，《世界地名译名词典》将其误译作“希勒尔欧布瓦”。

## 地理
希约尔欧布瓦（48°4'20"N, 2°8'5"E）面积52.22 平方千米，位于法国中央-卢瓦尔河谷大区卢瓦雷省，该省份为法国中北部省份，北起埃松省，西北接厄尔-卢瓦省，西南接卢瓦-谢尔省，南至涅夫勒省和谢尔省，东临约讷省，东北接塞纳-马恩省。
与希约尔欧布瓦接壤的市镇（或旧市镇、城区）包括：阿特赖、库尔西欧洛日、安格拉讷、卢里、马罗欧布瓦、蒙蒂尼、讷维尔欧布瓦、桑托、叙利拉沙佩勒。
希约尔欧布瓦的时区为UTC+01:00、UTC+02:00（夏令时）。

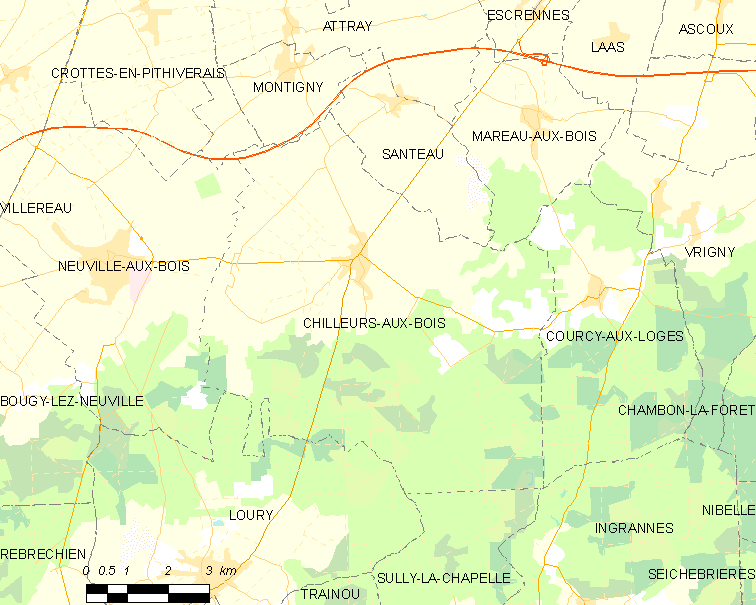
希约尔欧布瓦的OSM定位图

## 行政
希约尔欧布瓦的邮政编码为45170，INSEE市镇编码为45095。

## 政治
希约尔欧布瓦所属的省级选区为勒马勒塞布瓦县。

## 人口

1962-2008年间希约尔欧布瓦人口变化图示

希约尔欧布瓦于2022年1月1日时的人口数量为2103人。